# Caterine Ibargüen
Caterine Ibargüen Mena, née le 12 février 1984 à Apartadó, est une athlète colombienne spécialiste du triple saut, du saut en longueur et du saut en hauteur.
Double championne du monde du triple saut en 2013 à Moscou et en 2015 à Pékin, elle devient championne olympique en 2016 à Rio de Janeiro. Elle est la seule sportive de Colombie à avoir remporté un titre mondial et un titre olympique en athlétisme.
Depuis 2011, elle détient le record d'Amérique du Sud de la spécialité, qu'elle porte à 15,31 m le 18 juillet 2014 à Monaco, pour devenir la cinquième meilleure performeuse de l'histoire.
Sa carrière fait d'elle l'une des personnalités les plus appréciées en Colombie, où elle est considérée comme une idole.

## Biographie

### Enfance et débuts en athlétisme
Caterine Ibargüen Mena naît le 12 février 1984 à Apartadó, dans le département Antioquia, de William Ibargüen Rivas et Francisca Mena. Au divorce de ses parents, son père quitte la Colombie pour le Venezuela, et sa mère travaille en tant que cuisinière dans les mines d'or d'Antioquia. Elle est élevée par sa grand-mère, Ayola Rivas. Elle découvre l'athlétisme à l'âge de 12 ans, et déménage rapidement à Medellín pour s'entraîner au Villa Deportiva, un centre de haute performance, à l'âge de 16 ans. Elle y est entraînée par le Cubain Jorge Luis Alfaro, ancien sauteur en hauteur qui détient un record à 2,28 m dans la discipline, et médaillé de bronze aux Jeux panaméricains de 1983.
Entre 1999 et 2002, la jeune colombienne décroche diverses médailles aux compétitions régionales juniores et séniores, notamment la médaille de bronze du saut en hauteur aux championnats d'Amérique du Sud 1999. En 2002, elle établit un record national junior au triple saut avec 13,38 m malgré un fort vent défavorable (- 1,8 m/s), ce qui lui permet de se qualifier pour l'épreuve aux championnats du monde juniors de Kingston. Néanmoins, à ces mondiaux, elle ne passe pas le cap des qualifications (12,69 m).
Le 27 juin 2004, à Barquisimeto, Ibargüen améliore son record du saut en hauteur en effaçant une barre à 1,91 m, lui permettant de réaliser les minimas pour les Jeux olympiques d'Athènes. Tout juste âgée de 20 ans, elle participe ainsi le 26 août aux qualifications du saut en hauteur des Jeux, mais ne passe pas le stade des qualifications (1,85 m, moins bon résultat de sa saison). L'année suivante, elle confirme son potentiel à la hauteur et remporte le titre aux championnats d'Amérique du Sud à Cali, à domicile, en améliorant de deux centimètres son record de Colombie, 1,93 m. Elle remporte également les médailles de bronze du saut en longueur et du triple saut. Aux championnats du monde d'Helsinki, elle ne franchit qu'1,84 m et n'atteint pas la finale mondiale. En mars 2006, elle réalise sa première (et unique) compétition en salle de sa carrière; les championnats du monde en salle de Moscou, mais ne réalise qu'1,81 m (dernière place).

### Abandon de la hauteur pour le triple saut (2009)

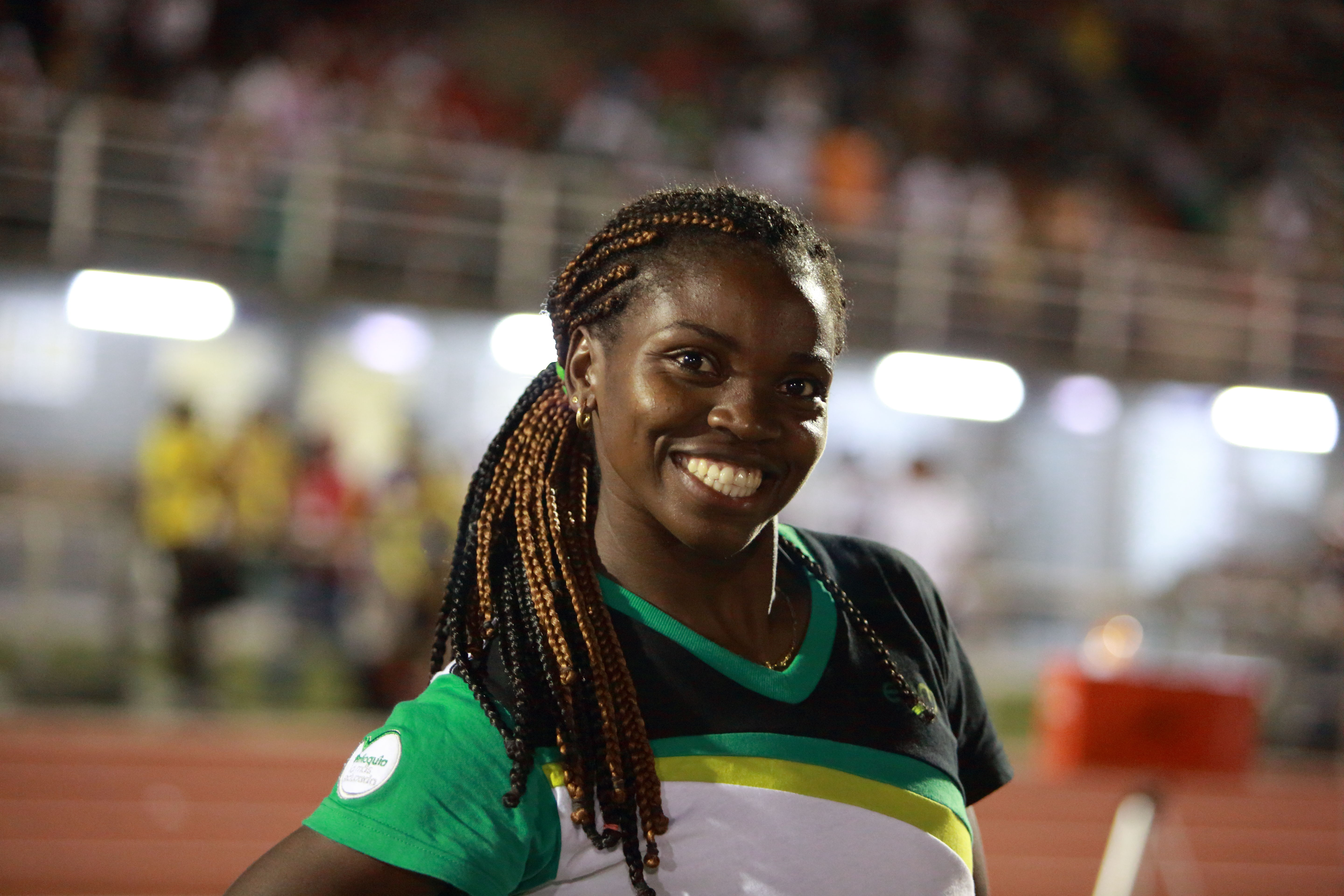
Caterine Ibargüen en 2012.

Si Caterine Ibargüen continue de remporter une multitude de médailles au niveau régional entre 2006 et 2008, que ce soit en hauteur, longueur ou au triple saut, la Colombienne échoue à se qualifier pour les Jeux olympiques de Pékin. Cet échec la pousse à quitter la Colombie pour vivre à Porto Rico et s'inscrire à l'Université Métropolitaine de San Juan. Elle décide alors de laisser le saut en hauteur pour le triple saut et l'heptathlon, s'entraînant désormais avec Ubaldo Duany, ancien sauteur en longueur cubain ayant un record à 8,32 m.
Elle participe tout de même en août 2009 aux championnats du monde de Berlin sur l'épreuve du saut en hauteur, mais échoue à nouveau en qualifications (1,85 m). À l'heptathlon, elle totalise 5 472 points à San Germán le 5 décembre. Au triple saut, la Colombienne porte le record national à 13,88 m (+ 0,7 m/s) le 4 avril, puis à 13,93 m les 7 et 21 juin, et à 13,96 m le 24 novembre à l'occasion des Jeux bolivariens, où elle gagne la médaille d'argent.
Le 16 mai 2010, aux championnats nationaux, Caterine Ibargüen franchit pour la première fois de sa carrière la barre des 14 mètres, retombant exactement à 14,01 m, et ce avec un fort vent de face (- 2,0 m/s). Près d'un mois plus tard, elle confirme sa performance aux championnats ibéro-américains de San Fernando en sautant 14,29 m (+ 2,0 m/s), pour remporter la médaille d'argent derrière la championne du monde Yargelis Savigne. Le 27 juillet, elle remporte une nouvelle médaille d'argent avec 14,10 m, à l'occasion des Jeux d'Amérique centrale et des Caraïbes.

### Éclosion internationale et médaille aux championnats du monde (2011)
En 2011, elle franchit un nouveau palier en réalisant toutes ses compétitions au-delà de 14,29 m, son record personnel avant le début de la saison. Pour sa première compétition, à Ponce le 5 mars, elle saute 14,30 m (+ 1,1 m/s). Le 2 avril, dans cette même ville, elle améliore sa meilleure marque personnelle à 14,45 m (+ 1,9 m/s). Le 8 mai, elle remporte les championnats nationaux avec 14,63 m, mais le vent est toutefois trop fort pour homologuer la performance (+ 2,2 m/s). Elle réalise néanmoins son record personnel dans cette compétition avec un saut homologué à 14,50 m (+ 1,1 m/s). Les 22 et 26 mai, elle remporte deux compétitions au Brésil, la première lui permettant d'améliorer de nouveau sa meilleure marque avec 14,59 m. Le 4 juin, elle remporte le titre aux championnats d'Amérique du Sud avec 14,59 m (trop venté) et remporte la médaille de bronze du saut en longueur avec 6,45 m. 
Mi-juillet, la Colombienne de 27 ans effectue sa première tournée européenne, dont elle sort vainqueure à Castres avec 14,66 m (record personnel) et à Lapinhalti (14,59 m). Le 29 juillet, elle participe à son premier meeting de ligue de diamant à l'occasion du Bauhaus-Galan de Stockholm : elle y améliore le record d'Amérique du Sud en réalisant successivement 14,70 m puis 14,83 m (+1,9 m/s). Elle termine à cette occasion 3e du concours. Début août à Bogota, pour sa dernière sortie avant les mondiaux, elle frappe un grand coup en égalant la meilleure performance mondiale de l'année de 14,99 m (+1,7 m/s) jusqu'alors détenue par la Cubaine Yargelis Savigne. 
Figurant parmi les prétendantes au podium des championnats du monde de Daegu, elle remporte la médaille de bronze du concours en réalisant 14,84 m à son 5e essai. Elle s'incline face l'Ukrainienne Olha Saladukha (14,94 m) et la Kazakhe Olga Rypakova (14,89 m). Elle devient la première athlète colombienne à remporter une médaille aux championnats du monde d'athlétisme, et la 2e au total pour la Colombie, après Luis López, bronzé quelques jours plus tôt sur la marche. La Colombienne participe fin octobre 2011 aux Jeux panaméricains de Guadalajara. Troisième du concours de la longueur avec un nouveau record personnel à 6,63 m, elle remporte la médaille d'or du triple saut en signant la deuxième meilleure marque de sa carrière assortie d'un nouveau record de la compétition avec 14,92 m.

### Vice-championne olympique à Londres (2012)

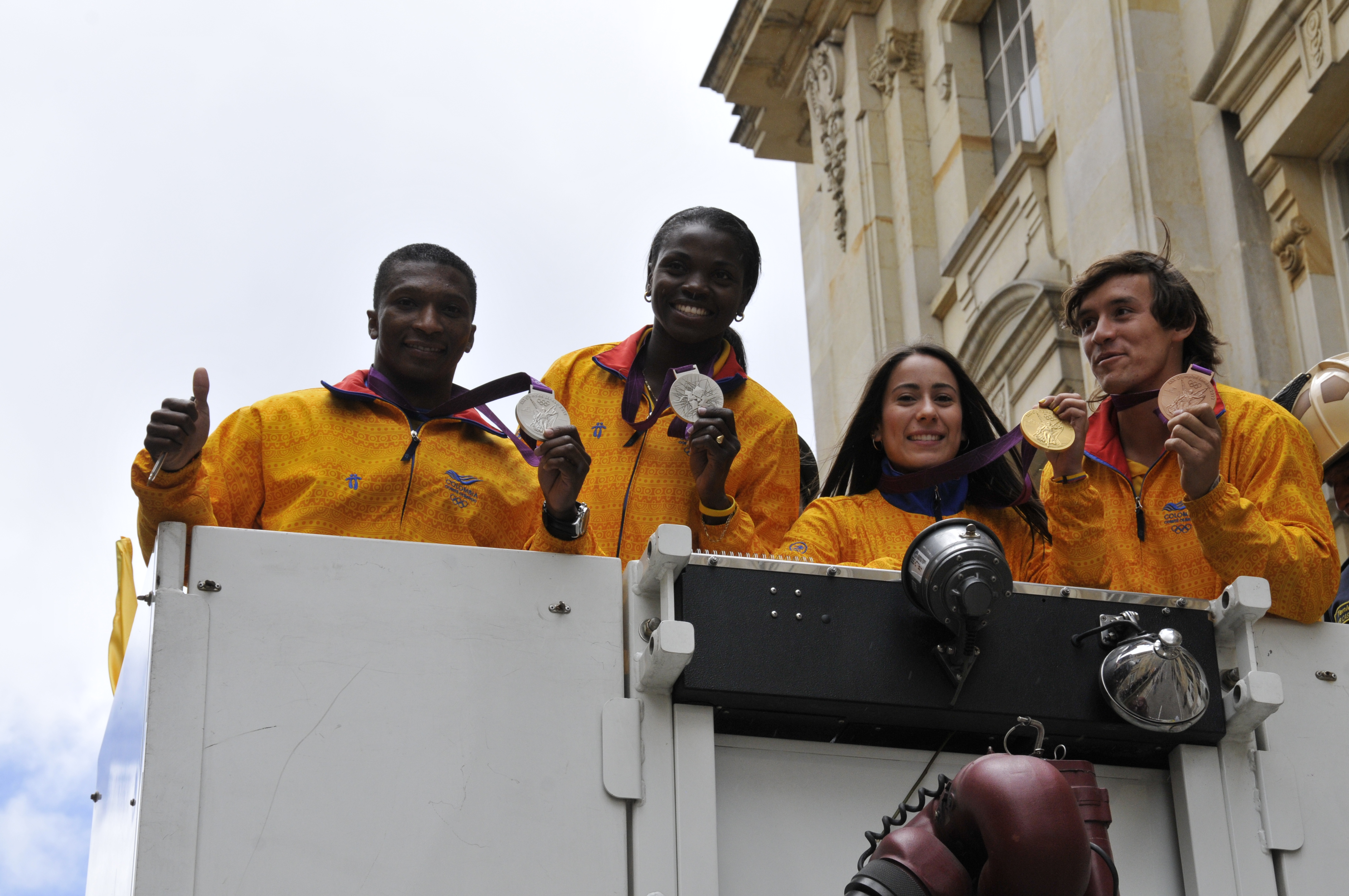
Caterine Ibargüen (en partant de la gauche) en 2012 lors du défilé des médaillés olympiques colombiens

Désormais partie intégrante du gratin mondial de la discipline, Caterine Ibargüen a désormais des ambitions pour les Jeux olympiques de Londres 2012. Pour sa première sortie estivale, fin avril 2012, à Medellín, elle établit la marque de 14,95 m au triple saut (+0,9 m/s), puis améliore son record personnel au saut en longueur, le 30 juin à Bogota, avec 6,73 m (record de Colombie). Le 31 mai, la Colombienne se classe 3e du Golden Gala de Rome avec 14,71 m dans un concours relativement serré, remporté par Olha Saladukha (14,75 m) devant Olga Rypakova (14,73 m).
En juillet, pour ses quatre compétitions avant les Jeux, elle réalise une belle série de victoires : 14,58 m à Reims, 14,38 m à Bottrop, 14,66 m à Londres et 14,85 m à Monaco, son second meilleur saut personnel de l'année.
Aux Jeux olympiques de Londres, elle passe sans encombre le cap des qualifications avec un saut à 14,40 m. Le 5 août, au terme d'une compétition serrée, elle remporte la médaille d'argent du triple saut avec la marque de 14,80 m (+0,4 m/s), devancée finalement par la vice-championne olympique en titre Olga Rypakova, titrée avec 14,98 m. Devançant pour la médaille de bronze la championne du monde Olha Saladukha, elle devient la deuxième athlète colombienne à remporter une médaille olympique, vingt ans après Ximena Restrepo, troisième du 400 m des Jeux olympiques de Barcelone.

### Premier titre mondial à Moscou, invincibilité durant la saison (2013)

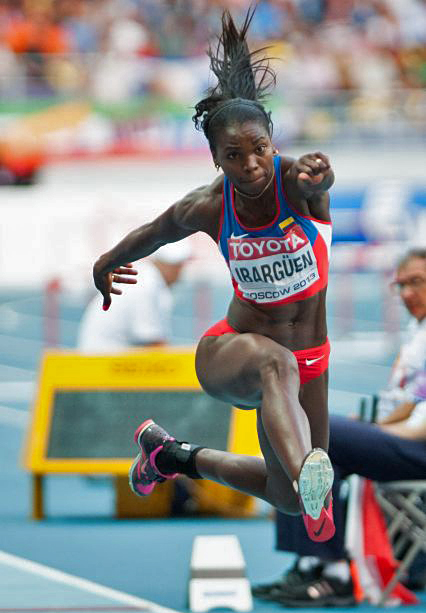
Caterine Ibargüen lors des Championnats du monde de 2013 où elle remporte son 1er titre mondial.

En 2013, Caterine Ibargüen commence sa saison par le Meeting International Guadeloupe de Baie-Mahault, le 8 mai, où elle s'impose avec 14,22 m (0,0 m/s). Également vainqueure du Shanghai Golden Grand Prix quatre jours plus tard avec 14,69 m (- 1,1 m/s), elle remporte le meeting de Medellín, dans son pays, avec 14,53 m (+ 1,7 m/s), le 25 mai. Le 1er juin, elle s'impose au Prefontaine Classic de Eugene, étape de la ligue de diamant, en établissant la meilleure performance mondiale de l'année avec 14,93 m, performance toutefois non-homologable à cause d'un vent trop élevé (+ 2,1 m/s). Elle obtient tout de même la MPMA avec 14,83 m (+ 1,4 m/s) dans ce concours. Après Eugene, elle s'impose dans deux autres meetings de ligue de diamant : les Bislett Games d'Oslo (14,81 m) et le Meeting de Paris (14,69 m), pour sa dernière sortie avant les mondiaux de Moscou.
Le 15 août 2013, en finale des championnats du monde de Moscou, Caterine Ibargüen décroche le titre mondial grâce à un saut à 14,85 m (meilleure performance mondiale de l'année), devançant sur le podium la Russe Ekaterina Koneva (14,81 m) et l'Ukrainienne Olha Saladuha (14,65 m). Elle rentre dans l'histoire de son pays en devenant le premier représentant colombien à remporter un titre mondial en athlétisme. 
À l'image de sa saison, elle enchaîne les victoires en ligue de diamant avec le Dagens Nyheter Galan de Stockholm avec 14,61 m puis remporte le Mémorial Van Damme de Bruxelles, finale de la ligue de diamant (14,49 m). Invaincue durant la saison, elle remporte logiquement le trophée pour la première fois de sa carrière. Elle est à nouveau le premier sportif du pays à réaliser une telle performance.

### Barrière des 15 mètres à Monaco (2014)
En 2014, la Colombienne réalise une saison similaire à celle précédente. En l'absence d'Olga Rypakova sur les pistes depuis fin 2012 pour cause de maternité, Ibargüen affirme sa domination sur le triple saut féminin. Elle remporte un nouveau titre national à Medellín le 27 juin avec 14,98 m (+ 3,8 m/s), s'impose au Ponce Grand Prix pour sa seconde sortie de la saison (14,87 m) et aux FBK Games d'Hengelo (14,63 m), compétitions appartenant aux IAAF World Challenge.  
En ligue de diamant, elle remporte les six des sept meetings proposés pour le triple saut féminin, ayant fait l'impasse à l'étape de New York : Doha (14,43 m), Rome (14,48 m), Lausanne (14,87 m), Birmingham (14,52 m) et Bruxelles. Le 18 juillet, elle remporte l'étape de Monaco en dépassant pour la première fois de sa carrière la barre des 15 mètres : à son dernier essai, elle profite des conditions météorologiques optimales (pas de vent, temps favorable) pour s'envoler à 15,31 m (0,0 m/s). En un saut, la Colombienne améliore son propre record d'Amérique du Sud, bat sa propre meilleure performance mondiale de l'année, réalise le saut le plus long depuis 2008. 22e femme de l'histoire à dépasser la barre des 15 mètres en plein air, elle devient la 5e meilleure performeuse mondiale de l'histoire de la discipline derrière Inessa Kravets (15,50 m), Françoise Mbango Etone (15,39 m), Tatyana Lebedeva (15,34 m) et Chrysopiyí Devetzí (15,32 m). 
En fin de saison, elle remporte la coupe continentale à Marrakech et les Jeux d'Amérique centrale et des Caraïbes à Veracruz (14,57 m). 

### Second titre mondial à Pékin (2015)

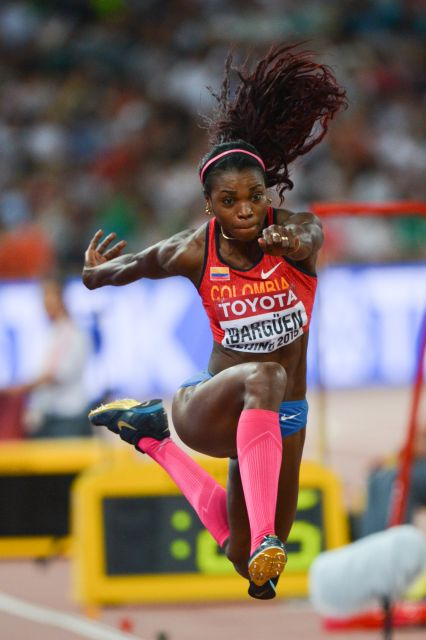
Caterine Ibargüen lors des championnats du monde 2015 de Pékin, où elle remporte son second titre mondial.

En 2015, elle prend la tête des bilans mondiaux en sautant 14,87 m (+ 0,3 m/s) lors du Jamaica International Invitational. Son début en ligue de diamant se déroule lors du Shanghai Golden Grand Prix, le 17 mai, qu'elle remporte avec 14,85 m (+ 1,2 m/s). Deux semaines plus tard, le 30 mai, lors du Prefontaine Classic de Eugene, elle saute pour la seconde fois de sa carrière au-delà des 15 mètres, avec 15,18 m au 6e et dernier essai, pour battre la Russe Ekaterina Koneva, qui menait jusque-là le concours avec 15,04 m. Toutefois, le vent trop élevé (+ 2,1 m/s), ne permet pas l'homologation. Elle enchaîne comme à son habitude les victoires à Oslo (14,68 m) puis Paris (14,87 m). 
Le 21 juillet, à Toronto, Caterine Ibargüen remporte la médaille d'or des Jeux panaméricains en s'imposant avec 15,08 m, toutefois trop élevé (+ 2,3 m/s). Elle conserve ainsi son titre acquis en 2011 à Rio de Janeiro et devance sur le podium la Brésilienne Keila Costa (14,50 m), et sa compatriote Yosiri Urrutia (14,38 m). Quelques jours plus tard, pour sa dernière sortie avant les mondiaux de Pékin, elle étend à 28 sa série de victoires en remportant le Bauhaus-Galan de Stockholm avec 14,69 m (+ 0,4 m/s). 
Le 22 août, elle passe facilement les qualifications des championnats du monde de Pékin, en réalisant 14,42 m. Deux jours plus tard, en finale, elle atterrit lors de son premier bond, tout en contrôlant, à 14,47 m, prenant la tête du concours. Au 2d essai, l'Israélienne Hanna Knyazyeva-Minenko prend les devants en établissant un nouveau record d'Israël avec 14,78 m. Ibargüen répond en signant 14,80 m puis améliore cette marque au 4e essai avec 14,90 m. En fin de concours, le classement est inchangé et Caterine Ibargüen parvient à conserver son titre remporté en 2013 à Moscou, en devançant Hanna Knyazyeva-Minenko (14,78 m) et la Kazakhe Olga Rypakova (14,77 m). Elle signe sa 29e victoire consécutive et demeure invaincue depuis août 2012 après les Jeux olympiques de Londres. En fin de saison, elle remporte le Mémorial Van Damme avec 14,60 m (+ 0,2 m/s) et s'adjuge pour la troisième année consécutive le trophée de la ligue de diamant. 

### Titre olympique à Rio de Janeiro (2016)
Caterine Ibargüen ouvre sa saison 2016 à Medellín avec 14,43 m. Le 6 mai, elle participe à la première épreuve du circuit de la ligue de diamant lors du meeting de Doha, où la nouvelle championne du monde en salle Yulimar Rojas, du Venezuela, émerge en tant que force concurrente à la Colombienne : dès le 1er essai, Ibargüen ouvre les hostilités en établissant un record du meeting avec 14,46 m. Au 2d essai, Rojas saute 14,61 m, nouvelle meilleure performance mondiale de l'année. Mais Ibargüen prend de nouveau l'avantage avec un bond à 14,77 m. Au 3e saut, Rojas reprend la tête avec 14,79 m. Au 5e saut, Ibargüen franchit la barrière des 15 mètres avec un saut à 15,04 m (+ 1,5 m/s). Juste derrière, Rojas répond avec 14,92 m, mais ne peut faire mieux ensuite. Ibargüen conclut sa compétition avec un saut à 14,98 m. Une telle compétition n'avait pas eu lieu depuis 2011. Depuis, la Colombienne a le record du monde de l'Ukrainienne Inessa Kravets en ligne de mire (15,50 m en 1995).
Le 22 mai, elle s'impose à Rabat avec 14,51 m, puis, le 2 juin, elle signe sa 34e victoire consécutive (depuis 2012) en s'imposant au Golden Gala de Rome avec 14,78 m. Trois jours plus tard, la Colombienne fait face à un choc au Birmingham Grand Prix : avec 14,56 m, elle doit subir sa première défaite en presque 4 ans, battue par la Kazakhe Olga Rypakova, championne olympique en titre, auteure ici de 14,61 m. C'était d'ailleurs Rypakova qui était la dernière athlète à avoir battue Ibargüen, et ce lors des Jeux de Londres en 2012. Pour ses deux dernières sorties avant les Jeux, Ibargüen renoue avec la victoire à Medellín (14,51 m) puis à Monaco avec 14,96 m (- 0,2 m/s).
Caterine Ibargüen arrive donc aux Jeux olympiques de Rio dans le but ultime de remporter le titre olympique, le seul manquant à son palmarès. Elle est présente dans un contexte où elle a subi sa première défaite en trois saisons, qui plus est de la part de la championne olympique en titre (Olga Rypakova), mais aussi de l'affirmation d'une future de la discipline, Yulimar Rojas, auteure de 15,02 m à Madrid le 23 juin, devenant la plus jeune athlète de l'histoire à franchir la barrière des 15 mètres. En qualifications, elle saute 14,52 m (+ 0,1 m/s) et rejoint la finale. Le lendemain, Ibargüen met tout le monde d'accord en établissant la nouvelle meilleure performance mondiale de l'année avec un extraordinaire bond à 15,17 m (+ 0,4 m/s), pour remporter le titre olympique devant ses principales adversaires Yulimar Rojas (14,98 m) et Olga Rypakova (14,74 m). Elle remporte ainsi la première médaille d'or de l'histoire en athlétisme pour la Colombie aux Jeux olympiques et est l'athlète la plus âgée à remporter un titre au triple saut, à 34 ans, 6 mois et 2 jours.
Après les Jeux, elle remporte l'Athletissima de Lausanne avec 14,76 m (+ 0,5 m/s) puis, le 9 septembre, la finale de la Ligue de diamant au Mémorial Van Damme de Bruxelles avec 14,66 m devant Olga Rypakova (14,41 m) et remporte ainsi son 4e trophée (consécutif) du circuit.

### Battue aux mondiaux de Londres (2017)

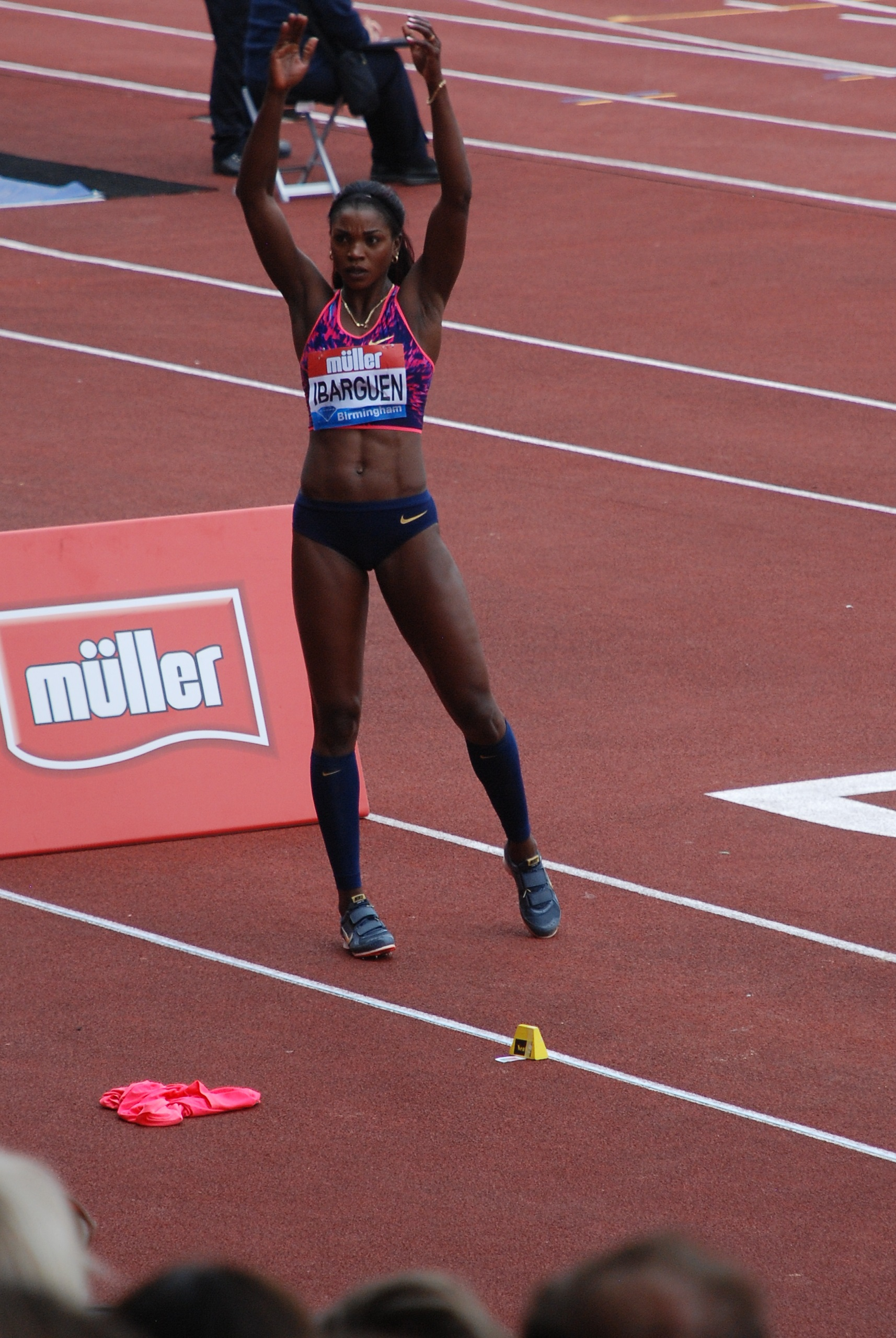
Caterine Ibargüen au Birmingham Grand Prix 2017.

Caterine Ibargüen ouvre sa saison estivale le 20 mai 2017 à Kingston où elle s'impose avec 14,43 m. Le 8 juin, lors du Golden Gala de Rome, elle est battue par Yulimar Rojas qui s'impose avec 14,84 m, contre 14,78 m. Après cette nouvelle, elle renoue la victoire par quatre fois en quatre compétitions : à Turku (13,97 m, qui est son premier résultat sous les 14 mètres depuis 2010), à Madrid (14,49 m), à Rabat (14,51 m) et Monaco (14,86 m).
Le 6 août, en finale des championnats du monde de Londres, Ibargüen échoue de peu à créer l'exploit de remporter trois titres mondiaux consécutifs : bien qu'elle établisse sa meilleure performance de la saison avec 14,89 m, elle doit laisser le titre à sa grande rivale Yulimar Rojas du Venezuela qui s'impose avec 14,91 m. Ibargüen remporte l'argent, et pour la première fois depuis 2013, elle ne remporte pas un titre dans une compétition majeure quelconque. Pour la Colombienne, c'est sa 4e médaille consécutive, avec le bronze remporté à Daegu en 2011. La Kazakhe Olga Rypakova complète le podium (14,77 m).
Le 24 août, Ibargüen termine 3e de la finale de la Ligue de diamant lors du Weltklasse Zürich avec 14,48 m, battue par Olga Rypakova qui décroche le trophée (14,55 m) et Yulimar Rojas. La Colombienne était quadruple vainqueur en titre.

### Doublé saut en longueur / triple saut en Ligue de diamant (2018)
Caterine Ibargüen commence la saison 2018 par une compétition à Medellín, le 28 avril, honorant Ximena Restrepo, médaillée de bronze du 400 m des Jeux olympiques de 1992 : elle s'impose facilement avec 14,54 m (+ 0,6 m/s). Elle dispute sa première sortie internationale le 12 mai, à l'occasion du Shanghai Golden Grand Prix, étape de la ligue de diamant, où elle signe la performance de 14,80 m (+ 0,1 m/s). Le 7 juin, elle remporte les Bislett Games d'Oslo avec 14,89 m, toutefois trop venté pour être la meilleure performance mondiale de l'année. Le 16 juin, elle se rend au Meeting d'athlétisme de Marseille où elle participe pour la première fois depuis 2013 à un concours de saut en longueur : dans des conditions idéales (chaleur, beau temps et vent favorable), la Colombienne marque les esprits en améliorant dès son deuxième essai son propre record de Colombie de la discipline (6,73 m en 2012), en retombant à 6,76 m (+ 0,5 m/s) avant de l'améliorer au saut suivant avec 6,87 m (+ 0,5 m/s). En tête du concours à mi-parcours, elle n'améliore pas sa marque mais réalise deux autres énormes sauts, 6,72 m et 6,78 m. Elle se permet au résultat final de remporter la compétition devant les spécialistes de la discipline, devançant la Française Éloyse Lesueur (6,80 m) et la Britannique Shara Proctor (6,73 m).
Le 30 juin, elle remporte le Meeting de Paris avec 14,83 m, meilleure performance personnelle de la saison égalée. Elle devance Kimberly Williams (14,56 m) et Tori Franklin (14,46 m). Cinq jours plus tard, elle est alignée au saut en longueur à l'Athletissima de Lausanne : elle termine 3e de la compétition avec 6,77 m (+ 1,7 m/s), derrière l'Allemande Malaika Mihambo (6,90 m) et la Serbe Ivana Španović (6,90 m). Le 13, elle se rapproche de la barrière des 15 mètres en remportant le Meeting international Mohammed-VI de Rabat avec 14,96 m, la meilleure performance mondiale de l'année.
Le 30 juillet, Caterine Ibargüen fait la fierté de son pays en remportant la médaille d'or du saut en longueur des Jeux d'Amérique centrale et des Caraïbes de Barranquilla, dans son pays, grâce à un saut à 6,83 m. Deux jours plus tard, elle réalise le doublé en s'imposant sur son épreuve du triple saut avec 14,92 m, son meilleur saut sur le territoire colombien, et record des championnats.
Le 18 août, elle termine 2e du Birmingham Grand Prix au saut en longueur avec 6,80 m (+ 0,1 m/s), derrière la nouvelle championne d'Europe Malaika Mihambo (6,96 m, record du meeting).
Lors des finales de la ligue de diamant 2018 les 30 et 31 août à Zurich et Bruxelles, Ibarguën réalise l'exploit en doublant les victoires au saut en longueur (6,80 m) et au triple saut (14,56 m), devenant la première sauteuse à réaliser cette performance, et seulement la 5e athlète toutes épreuves confondues à remporter deux trophées, après Allyson Felix (200 m / 400 m), Carmelita Jeter (100 m / 200 m), Shelly-Ann Fraser-Pryce (100 m / 200 m) et Shaunae Miller-Uibo (200 m / 400 m). Elle conclut sa saison par un nouveau doublé lors de la Coupe continentale d'Ostrava, où elle réalise pour l'équipe d'Amérique 14,76 m au triple saut et 6,93 m au saut en longueur, nouveau record personnel et national.
À la suite de sa saison, qui la voit réaliser trois doublés saut en longueur, triple saut en compétitions internationales, ainsi qu'une invincibilité sur la seconde épreuve avec la meilleure performance mondiale de l'année, elle figure le 7 novembre parmi les nommées pour l'Athlète de l'année 2018. Le 19 novembre, elle est retenue parmi les finalistes. Le 4 décembre, à Monaco, ses réalisations lui permettent d'être nommée athlète de l'année 2018 par l'IAAF, devenant la première récipiendaire colombienne et la première sauteuse en longueur et triple sauteuse à recevoir la distinction. Elle succède à l'heptathlonienne belge Nafissatou Thiam, qui figurait également dans les finalistes. Sa performance est saluée à travers le pays entier, où Ibarguën fait figure d'idole.

### Saison 2019
Caterine Ibargüen ouvre sa saison 2019 par le saut en longueur le 3 mai à Doha, première étape de la Ligue de diamant, et remporte le concours avec un saut à 6,76 m. Le mois suivant, elle porte sa meilleure marque de la saison à 6,87 m pour finir 2e du Golden Gala de Rome, derrière la championne d'Europe Malaika Mihambo (7,07 m). Le 13 juin, elle fait sa rentrée internationale au triple saut lors des Bislett Games d'Oslo et s'impose en établissant la meilleure performance mondiale de l'année avec 14,79 m.
Le 11 juillet, elle termine 6e avec 14,33 m du Meeting Herculis ayant lieu au port de Monaco, et termine pour la première fois depuis 2009 hors du podium dans une compétition de triple saut.
Aux Jeux panaméricains de Lima dont elle fait figure de favorite à la fois au saut en longueur et au triple saut, Caterine Ibarguen se blesse pendant la première épreuve au cours de laquelle elle termine seulement 5e avec 6,54 m, à cinq centimètres du podium. Souffrant d'une fasciitis plantaire, elle est contrainte de déclarer forfait pour le triple saut.
Le 6 septembre, elle perd son record continental au triple saut, dépossédée par la Vénézuélienne Yulimar Rojas, auteure de 15,41 m à Andújar.
Aux championnats du monde de Doha le 5 octobre, elle termine troisième de la finale du triple saut en 14,73 m et remporte à 35 ans sa cinquième médaille mondiale consécutive en plein air, après le bronze à Daegu en 2011, l'or à Moscou en 2013, l'or à Pékin en 2015 et l'argent à Londres en 2017. Elle est devancée sur le podium par la Jamaïcaine Shanieka Ricketts, deuxième en 14,92 m, et la Vénézuélienne Yulimar Rojas, qui est sacrée pour la deuxième fois d'affilée championne du monde avec un meilleur saut à 15,37 m.

## Vie privée
Elle termine son « degree » en soins-infirmiers à Ponce (Porto Rico) en 2012 et poursuit un master dans la même branche depuis.
En 2015, elle est ambassadrice pour les championnats du monde cadets 2015 de Cali, dans son pays natal.
Elle est très proche des athlètes Javier Culson, Mabel Gay et Alysbeth Félix (en) et des joueurs de football David Ospina et Juan Cuadrado.

## Palmarès
| Date | Compétition                                        | Lieu                 | Résultat | Épreuve     | Marque  |
| ---- | -------------------------------------------------- | -------------------- | -------- | ----------- | ------- |
| 1999 | Championnats d'Amérique du Sud                     | Bogota               | 3e       | Hauteur     | 1,76 m  |
| 1999 | Championnats d'Amérique du Sud juniors             | Concepción           | 2e       | Hauteur     | 1,73 m  |
| 2001 | Championnats d'Amérique du Sud juniors             | Santa Fe             | 1re      | Hauteur     | 1,77 m  |
| 2001 | Championnats d'Amérique du Sud juniors             | Santa Fe             | 2e       | Longueur    | 5,87 m  |
| 2001 | Championnats d'Amérique du Sud juniors             | Santa Fe             | 3e       | Triple saut | 12,65 m |
| 2001 | Championnats d'Amérique du Sud juniors             | Santa Fe             | 2e       | 4 × 100 m   | 45 s 92 |
| 2001 | Championnats panaméricains juniors                 | Santa Fe             | 2e       | Hauteur     | 1,77 m  |
| 2001 | Championnats panaméricains juniors                 | Santa Fe             | 6e       | Longueur    | 5,70 m  |
| 2001 | Championnats panaméricains juniors                 | Santa Fe             | 4e       | Triple saut | 12,90 m |
| 2001 | Championnats panaméricains juniors                 | Santa Fe             | 3e       | 4 × 100 m   | 46 s 89 |
| 2001 | Jeux Bolivariens                                   | Trujillo             | 1re      | Hauteur     | 1,79 m  |
| 2002 | Champ. d'Amérique centrale et des Caraïbes juniors | Bridgetown           | 2e       | Hauteur     | 1,79 m  |
| 2002 | Champ. d'Amérique centrale et des Caraïbes juniors | Bridgetown           | 3e       | Triple saut | 13,01 m |
| 2002 | Jeux d'Amérique centrale et des Caraïbes           | San Salvador         | 3e       | Hauteur     | 1,79 m  |
| 2002 | Jeux d'Amérique centrale et des Caraïbes           | San Salvador         | 2e       | Triple saut | 13,17 m |
| 2003 | Championnats d'Amérique du Sud juniors             | Guayaquil            | 1re      | Hauteur     | 1,80 m  |
| 2003 | Championnats d'Amérique du Sud juniors             | Guayaquil            | 1re      | Triple saut | 13,05 m |
| 2003 | Championnats d'Amérique du Sud                     | Barquisimeto         | 4e       | Hauteur     | 1,79 m  |
| 2003 | Championnats d'Amérique du Sud                     | Barquisimeto         | 2e       | Longueur    | 6,04 m  |
| 2003 | Championnats d'Amérique du Sud                     | Barquisimeto         | 3e       | Triple saut | 13,07 m |
| 2003 | Championnats panaméricains juniors                 | Bridgetown           | 4e       | Hauteur     | 1,81 m  |
| 2003 | Championnats panaméricains juniors                 | Bridgetown           | 4e       | Triple saut | 12,64 m |
| 2004 | Championnats d'Amérique du Sud Espoirs             | Barquisimeto         | 1re      | Hauteur     | 1,91 m  |
| 2004 | Championnats d'Amérique du Sud Espoirs             | Barquisimeto         | 2e       | Longueur    | 6,05 m  |
| 2004 | Championnats ibéro-américains                      | Huelva               | 3e       | Hauteur     | 1,88 m  |
| 2004 | Jeux olympiques                                    | Athènes              | qual.    | Hauteur     | 1,85 m  |
| 2005 | Jeux Bolivariens                                   | Armenia              | 1re      | Hauteur     | 1,91 m  |
| 2005 | Jeux Bolivariens                                   | Armenia              | 1re      | Longueur    | 6,54 m  |
| 2005 | Jeux Bolivariens                                   | Armenia              | 2e       | Triple saut | 13,64 m |
| 2005 | Championnats d'Amérique du Sud                     | Cali                 | 1re      | Hauteur     | 1,93 m  |
| 2005 | Championnats d'Amérique du Sud                     | Cali                 | 3e       | Longueur    | 6,30 m  |
| 2005 | Championnats d'Amérique du Sud                     | Cali                 | 3e       | Triple saut | 13,59 m |
| 2005 | Championnats du monde                              | Helsinki             | qual.    | Hauteur     | 1,84 m  |
| 2006 | Championnats du monde en salle                     | Moscou               | qual.    | Hauteur     | 1,81 m  |
| 2006 | Jeux d'Amérique centrale et des Caraïbes           | Carthagène des Indes | 2e       | Hauteur     | 1,88 m  |
| 2006 | Jeux d'Amérique centrale et des Caraïbes           | Carthagène des Indes | 2e       | Longueur    | 6,36 m  |
| 2006 | Championnats d'Amérique du Sud                     | Tunja                | 1re      | Hauteur     | 1,90 m  |
| 2006 | Championnats d'Amérique du Sud                     | Tunja                | 2e       | Longueur    | 6,51 m  |
| 2006 | Championnats d'Amérique du Sud                     | Tunja                | 2e       | Triple saut | 13,91 m |
| 2006 | Jeux d'Amérique du Sud                             | Buenos Aires         | 2e       | Hauteur     | 1,85 m  |
| 2006 | Jeux d'Amérique du Sud                             | Buenos Aires         | 1re      | Longueur    | 6,32 m  |
| 2006 | Jeux d'Amérique du Sud                             | Buenos Aires         | 2e       | Triple saut | 13,26 m |
| 2007 | Jeux de l'Alliance bolivarienne pour les Amériques | Caracas              | 1re      | Hauteur     | 1,85 m  |
| 2007 | Jeux panaméricains                                 | Rio de Janeiro       | 4e       | Hauteur     | 1,87 m  |
| 2007 | Championnats d'Amérique du Sud                     | São Paulo            | 1re      | Hauteur     | 1,84 m  |
| 2007 | Championnats d'Amérique du Sud                     | São Paulo            | 3e       | Longueur    | 6,18 m  |
| 2008 | Championnats ibéro-américains                      | Iquique              | 2e       | Hauteur     | 1,85 m  |
| 2008 | Championnats d'Amérique centrale et des Caraïbes   | Cali                 | 2e       | Hauteur     | 1,88 m  |
| 2008 | Championnats d'Amérique centrale et des Caraïbes   | Cali                 | 6e       | Triple saut | 13,04 m |
| 2009 | Jeux Bolivariens                                   | Sucre                | 1re      | Hauteur     | 1,80 m  |
| 2009 | Jeux Bolivariens                                   | Sucre                | 1re      | Longueur    | 6,32 m  |
| 2009 | Jeux Bolivariens                                   | Sucre                | 2e       | Triple saut | 13,96 m |
| 2009 | Championnats d'Amérique du Sud                     | Lima                 | 1re      | Hauteur     | 1,88 m  |
| 2009 | Championnats d'Amérique du Sud                     | Lima                 | 1re      | Triple saut | 13,93 m |
| 2009 | Championnats du monde                              | Berlin               | qual.    | Hauteur     | 1,85 m  |
| 2010 | Championnats ibéro-américains                      | San Fernando         | 2e       | Triple saut | 14,29 m |
| 2010 | Jeux d'Amérique centrale et des Caraïbes           | Mayagüez             | 4e       | Longueur    | 6,29 m  |
| 2010 | Jeux d'Amérique centrale et des Caraïbes           | Mayagüez             | 2e       | Triple saut | 14,10 m |
| 2011 | Championnats d'Amérique du Sud                     | Buenos Aires         | 3e       | Longueur    | 6,45 m  |
| 2011 | Championnats d'Amérique du Sud                     | Buenos Aires         | 1re      | Triple saut | 14,59 m |
| 2011 | Championnats du monde                              | Daegu                | 3e       | Triple saut | 14,84 m |
| 2011 | Jeux panaméricains                                 | Guadalajara          | 3e       | Longueur    | 6,63 m  |
| 2011 | Jeux panaméricains                                 | Guadalajara          | 1re      | Triple saut | 14,92 m |
| 2012 | Jeux olympiques                                    | Londres              | 2e       | Triple saut | 14,80 m |
| 2012 | Ligue de diamant                                   | Ligue de diamant     | 3e       | Triple saut | détails |
| 2013 | Championnats du monde                              | Moscou               | 1re      | Triple saut | 14,85 m |
| 2013 | Ligue de diamant                                   | Ligue de diamant     | 1re      | Triple saut | détails |
| 2014 | Jeux d'Amérique centrale et des Caraïbes           | Xalapa               | 1re      | Triple saut | 14,57 m |
| 2014 | Coupe continentale                                 | Marrakech            | 1re      | Triple saut | 14,52 m |
| 2014 | Ligue de diamant                                   | Ligue de diamant     | 1re      | Triple saut | détails |
| 2015 | Jeux panaméricains                                 | Toronto              | 1re      | Triple saut | 15,08 m |
| 2015 | Championnats du monde                              | Pékin                | 1re      | Triple saut | 14,90 m |
| 2015 | Ligue de diamant                                   | Ligue de diamant     | 1re      | Triple saut | détails |
| 2016 | Jeux olympiques                                    | Rio de Janeiro       | 1re      | Triple saut | 15,17 m |
| 2016 | Ligue de diamant                                   | Ligue de diamant     | 1re      | Triple saut | détails |
| 2017 | Championnats du monde                              | Londres              | 2e       | Triple saut | 14,89 m |
| 2017 | Ligue de diamant                                   | Ligue de diamant     | 3e       | Triple saut | 14,48 m |
| 2018 | Jeux d'Amérique centrale et des Caraïbes           | Barranquilla         | 1re      | Longueur    | 6,83 m  |
| 2018 | Jeux d'Amérique centrale et des Caraïbes           | Barranquilla         | 1re      | Triple saut | 14,92 m |
| 2018 | Ligue de diamant                                   | Ligue de diamant     | 1re      | Longueur    | 6,80 m  |
| 2018 | Ligue de diamant                                   | Ligue de diamant     | 1re      | Triple saut | 14,56 m |
| 2018 | Coupe continentale                                 | Ostrava              | 1re      | Longueur    | 6,93 m  |
| 2018 | Coupe continentale                                 | Ostrava              | 1re      | Triple saut | 14,76 m |
| 2019 | Jeux panaméricains                                 | Lima                 | 5e       | Longueur    | 6,54 m  |
| 2019 | Championnats du monde                              | Doha                 | 3e       | Triple saut | 14,73 m |

Championnats de Colombie :
- Saut en hauteur : 1re en 1999, 2003, 2006, 2007, 2009, 2010 et 2011
- Saut en longueur : 1re en 2006, 2007, 2009 et 2011, 2e en 2010
- Triple saut : 1re en 2003, 2007, 2009, 2010, 2011, 2014, 2e en 2006

## Records
| Épreuve          | Épreuve   | Marque       | Lieu    | Date             |
| ---------------- | --------- | ------------ | ------- | ---------------- |
| Triple saut      | Plein air | 15,31 m (NR) | Monaco  | 18 juillet 2014  |
| Saut en hauteur  | Plein air | 1,93 m       | Cali    | 22 juillet 2005  |
| Saut en hauteur  | En salle  | 1,86 m (NR)  | Moscou  | 11 mars 2006     |
| Saut en longueur | Plein air | 6,93 m (NR)  | Ostrava | 9 septembre 2018 |